# 夢的衣裳
《夢的衣裳》是瓊瑤的作品之一，於1979年5月15日夜初稿完稿，其內容是講述一位女孩因緣際會扮演著與自己頗相像的另一個女孩，而因為這個機緣陪伴了一位老奶奶愉快地度過人生最後的一個月，也喚醒了一個頹廢的男子踏上築夢的旅程。

## 故事主要人物
- 陸雅晴/桑爾柔：故事女主角。
- 桑爾凱：爾旋、爾柔的哥哥。
- 桑爾旋：爾凱的弟弟、爾柔的二哥。
- 桑雨蘭：爾凱、爾旋的姑姑。
- 萬皓然：爾柔的男友，是個歌手。
- 陸士達：陸雅晴的爸爸。
- 李曼如：陸士達的年輕妻子、與雅晴年齡差不多的繼母。
- 奶奶：雨蘭的母親，爾凱、爾旋、爾柔的奶奶。
- 曹宜娟：爾凱的未婚妻。

## 故事情節
有一天陸雅晴在台北的街頭被一名男子跟蹤了，後來知道這名男子(桑爾旋)是因為她長得像他已逝的妹妹桑爾柔(桑桑)，於是想請她偽裝成桑桑來讓他們不久就要離開人世的奶奶愉快度過接下來的日子。在一次的見面中桑爾旋告訴陸雅晴一個故事，原來是奶奶的兒子都去世了，而唯一的孫女桑桑，因為不能接受和摯愛的男友萬皓然分開，被哥哥們送到美國之後就發了瘋，然而尋短過世了。爾凱、爾旋怕奶奶不能再承受這種打擊，所以一直隱瞞著奶奶，於是他們想讓奶奶在有生之年還能夠再見到桑桑，而雅晴也答應了他們的請求，到了桑家陪伴、孝順奶奶。
而之後也見到了萬皓然，經過相處後發現其實他並不像他們說的是個不成材的浪蕩子，雅晴鼓勵他朝著自己的歌唱夢想前進，而爾旋與雅晴在朝夕相處之下也逐漸產生了情愫......

## 改編作品

### 電影
《夢的衣裳》(1981年)
- 陸雅晴/桑爾柔：呂琇菱
- 桑爾旋：秦漢
- 桑爾凱：范鴻軒
- 桑雨蘭：歸亞蕾
- 萬皓然：鍾鎮濤
- 萬潔然：
- 陸士達：張冲
- 李曼如：張海倫
- 奶奶：盧碧雲
- 曹宜娟：劉藍溪
- 紀媽：陶述
- 李醫生：曹健

## 外部連結
- 開眼電影網上《夢的衣裳》的資料（繁體中文）
- 香港影庫上《夢的衣裳》的資料（繁體中文）
- 时光网上《夢的衣裳》的資料（简体中文）
- 豆瓣电影上《夢的衣裳》的資料 （简体中文）
- 互联网电影数据库（IMDb）上《夢的衣裳》的资料（英文）